# 光サーキュレータ

光サーキュレータのシンボル

光サーキュレータ（ひかりサーキュレータ）は、任意のポートに入った光が次のポートから出るように設計された3ポートまたは4ポートの光学デバイスである。
光がポート1に入るとポート2から出るが、出た光の一部が反射してサーキュレータに戻る場合、光はポート1ではなくポート3から出る。これは、電子サーキュレータの動作に似ている。光ファイバサーキュレータは、光ファイバ内で反対方向に伝播する光信号を分けるために使用される。例えば、単一ファイバで双方向伝送を達成するために使用される。入力光パワーと反射光パワーの分離性が高く、挿入損失が低いため、光サーキュレータは高度な通信システムやファイバ光学センサの用途で広く使われている。
光サーキュレータは、非可逆の光学系であり、装置を通過する光の特性の変化が、光が逆方向に通過しても元に戻らないことを意味する。これは、外部磁場などにより系の対称性が破れた場合のみ生じる。ファラデー回転子は、非可逆の光学デバイスの別の例である。ファラデー回転子に基づき光サーキュレータを作ることができる。